# Magomed Mitrisjev
Magomed Abujazidovitj Mitrisjev (ryska: Магомед Абуязидович Митришев), född 10 september 1992 i Groznyj, Ryssland, är en rysk före detta fotbollsspelare (anfallare).